# Ibrahim (sultan)
Ibrahim (arabiska: ابراهيم الأول), född 5 november 1615, död 12 augusti 1648, var sultan av Osmanska riket från 1640, då han efterträdde sin bror Murad IV, till 1648, då han avsattes i en palatskupp och avrättades.

## Biografi
Han kallas stundom "Ibrahim den vansinnige" (turkiska: Deli İbrahim) på grund av sitt mentala tillstånd (han lär ha haft neurasteni). Han lät 1645 invadera Kreta, vilket ledde till ett utdraget krig med Republiken Venedig, under vilket den senare erövrade ön Tenedos 1646 och behöll den fram till 1657. Hans regering begränsades till stor del av sultanmodern, Kösem Sultan, som innehade den egentliga makten.
Ibrahim avsattes genom en kupp under ledning av stormuftin och med stöd av janitsjarerna och hans mor, och fängslades för att efter några dagar strypas. Han efterträddes av sin då sjuårige son, Mehmet IV, som dock kom att ställas under Kösems förmyndarskap fram till dess att hans mor, Turhan Hatice, lät mörda henne tre år senare.

### Haremsmassakern
Se även: Blodiga Mab'ath 
Den mest ökända avrättningen av kvinnor ur det kejserliga osmanska haremet ägde rum under sultan Ibrahims regeringstid.  
Ibrahim I lät dränka cirka 280 kvinnor ur sitt harem, en händelse som blev ökänd.
Anledningen var att han misstänkte att en man hade tagit sig in i haremet och haft sexuellt umgänge med en av hans konkubiner, och han ska ha avrättat alla medlemmarna ur sitt harem utom den som meddelat honom vad som skett. 
Kvinnorna avrättades på samma sätt som var normalt i haremet: genom att sys in i säckar med tyngder som sedan slängdes i Bosporen. 
En av de dränkta kvinnorna ska ha lyckats ta sig ur säcken och räddats av ett fartyg, och sedan återgett vad som skett.. Det råder delade meningar om huruvida denna händelse var helt eller delvis sann, påhittad eller överdriven. 
Händelsen blev ökänd och beskrevs i olika versioner i västerländska reseskildringar i sekler efteråt. Lady Annie Brassey beskrev till exempel hur en sultan för inte så länge sedan dränkt 600 kvinnor i Bosporen, och hur samma sultan fann nöje i att föra ut sina kvinnor klädda i sina finaste kläder bara för nöjet att se dem gripas av ångest i fruktan för att de skulle dränkas.